# Interestatal 4
La Interestatal 4 (abreviada I-4) es una Autopista Interestatal de 132.30 millas (212.91 km) cuyo itinerario se desarrolla en su totalidad en el Estado de Florida, Estados Unidos. Discurre desde la Interstate 275 (en) en Tampa, Florida (27°57′54″N 82°27′11″O / 27.965, -82.453) a la Interstate 95 (en) en Daytona Beach, Florida (29°09′18″N 81°04′34″O / 29.155, -81.076). El Departamento de Transporte de Florida la designa como State Road 400, pero solo una pequeña parte de la ruta está señalizada en su extremo este.

## Ciudades importantes que atraviesa
Ciudades que se señalan en la carretera:
- Tampa, Florida
- Plant City, Florida
- Lakeland, Florida
- Orlando, Florida
- Daytona Beach

## Descripción de la ruta

### Florida
La ruta empieza por Tampa,donde se cruza con la I-275 después de salir de Tampa,continúa sobre Plant City,luego sobre Lakeland,también sobre Orlando y finalmente,en Daytona Beach.